# After Crying
After Crying és un grup musical hongarès, sorgit el 1986. Componen i interpreten música clàssica contemporània i rock progressiu. Fan ús tant d'instruments acústics clássics (com el violoncel, la trompeta, el piano i flauta) com de moderns. De vegades actuen amb una orquestra simfònica o de cambra. Els seus discs d'estudi tenen força variacions, tant en instruments com en composició.

## Músics del grup el 2023 (en ordre alfabètic)
- Zoltán Bátky (cantant principal; membre des de l'any 2002)
- Gábor Egervári (flauta, narracions, texts i pensaments, sons diversos; membre fundador)
- Csaba Erős (piano, teclats)
- András Ádám Horváth (Guitarres i samplers)
- Zsolt Madai (bateria, percussió, vibràfon; membre des de l'any 1998)
- Péter Pejtsik (composició, orquestració, violoncel, baix, veus; membre fundador)
- Balázs Winkler (composició, orquestració, trompeta, teclats. Va fer algunes col·laboracions amb el grup durant els anys 1990-1991; oficialment forma part del grup des de l'any 1992)

## Discografia
1. Opus 1 (casset) (1989) (reeditat en CD l'any 2009)
2. 1989 (casset) (1989) (reeditat en CD l'any 2009)
3. Overground Música (1990)
4. Koncert 1991 (casset) (1991)
5. Megalázottak és megszomorítottak (1992)
6. Föld és ég (1994)
7. De Profundis (1996)
8. Első évtized (1996)
9. 6 (1997)
10. Almost Pure Instrumental (1998)
11. Struggle for Life (2000)
12. Struggle for Life - essential (2000)
13. Bootleg Symphony (2001)
14. Show (2003)
15. Live [DVD] (2007)
16. Opus 1 (2009)
17. 1989 (2009)
18. Creatura (2011)